# امگا سگ بزرگ
امگا سگ بزرگ یک ستاره است که در صورت فلکی سگ بزرگ قرار دارد.